# Московский молодёжный христианский театр «Passion Dream»
«Московский межконфессиональный христианский театр Passion Dream» (чаще используется сокращённый вариант названия — «ММХТ Passion Dream») — частный московский театр, позиционирующий себя как христианский театр. Не является государственным. Существует с 2014 года. С 2018 года по настоящее время, его художественным руководителем является Алексей Рощин.

## История театра
Берёт свои истоки в 2007 году. Тогда при протестантской церкви «Христианский центр Восстановление» возникла небольшая театральная группа. Спустя 7 лет, в 2014 году, на базе этой самой группы, был создан театр с наименованием «Молодёжный христианский театр Passion Dream».
Первые четыре года художественным руководителем театра была Мария Зеленова. В 2018 году она покинула театр, уступив место своему заместителю, режиссёру и драматургу данного театра Алексею Рощину, занимающему этот пост по сей день.
Первоначально театр ставил постановки на Библейские сюжеты. В декабре 2014 года была поставлена первая постановка «Рождённый в городе Бога» по рождественской истории.
К Пасхе 2015 года был готов спектакль «Тайна Пасхи», после чего театр решил отойти от сугубо библейских сюжетов.
Зимой 2015—2016 годов театр гастролировал со спектаклем «Проза жизни» по мотивам книги К. С. Льюиса «Письма Баламута» и спектакля театра Екклесиаст (одного из первых христианских театров) «Духовная война».
По мотивам аудиопьесы Джона Бивера «Аффабель» была поставлена одноимённая постановка в 2016 году.
Помимо основных спектаклей, театр показывал небольшие постановки на 20-25 минут «Блудный сын» (основанный на одноимённой притче) и «Холодная осень».
Летом 2016 года в репертуар театра стали входить авторские пьесы Алексея Рощина.
В 2017 году был поставлен спектакль «Жанна Д’арк», основанный на истории французской героини. Летом того же года театр поехал на гастроли в Геленджик.
В 2018 году театр сформировал свой собственный репертуар и начал налаживать связи с остальными христианскими театрами. Одним из первых стал — «Христианский театр „Мост UP“» из Белоруссии, который в дальнейшем пригласил своих московских коллег на гастроли Минск.
С 2017 по 2020 год театр являлся участником фестивалей «За гранью софитов» и «Взмах крыла».
В 2019 году театр стал инициатором проведения первого ежегодного фестиваля христианских театров «Глазами неба» в Ярославле, под эгидой «Союза христианских театров». В 2020 году фестиваль был отменён из-за вспышки пандемии Covid-19. В 2021 году фестиваль прошёл в Санкт-Петербурге, а в 2022, 2023 и 2024 годах, снова в Ярославле.
В 2021 году театр сменил название, добавив слово Московский, указывающее на местоположение театра. В настоящее время он располагается в Москве, по адресу: улица Чаянова, дом 16.
В 2024 году театр сменил название на нынешнее, добавив слово «межконфессиональный».

## Репертуар театра
На момент 2024 года в репертуар театра входит 4 спектакля: «Отчаяние», «Двухместная лодка», «Тёмный медальон» и «Ограбление по-христиански», основанные на сюжетах по одноимённым пьесам Алексея Рощина. Некоторые из них также имеются в открытых источниках, таких как YouTube канал театра.

## Отношение к религии
Актёры, персонал и руководящий состав театра являются верующими христианами. Театр позиционирует себя межконфессиональным.
Смысл спектаклей так или иначе соотносится с христианскими ценностями о милосердии, честности и любви.